# Liebesvase
Koordinaten: 48° 46′ 45,06″ N, 9° 11′ 10,17″ O

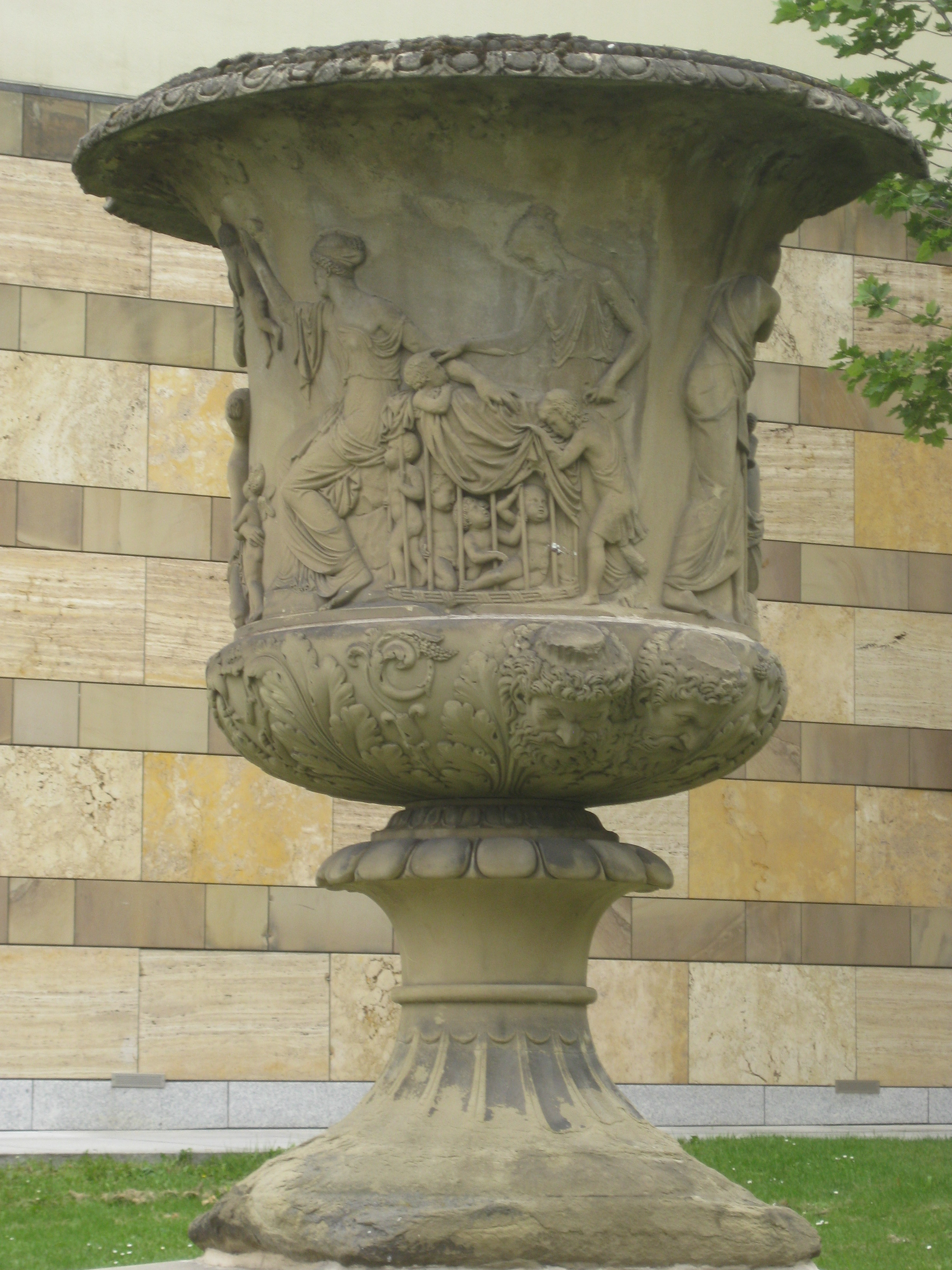
Die Liebesvase auf dem Vorplatz beim Kammertheater

Die Liebesvase ist eine monumentale Ziervase in Sandstein von Friedrich Distelbarth beim Kammertheaterflügel der Neuen Staatsgalerie in Stuttgart. Die Vase ist nach Art der Medici-Vase aufgebaut und trägt ein Flachrelief mit der
Allegorie der Liebesalter.

## Übersicht
| Werktitel       | Liebesvase |
| Art             | monumentale Ziervase nach Art der Medici-Vase                                                                 |
| Motiv           | Allegorie der Liebesalter nach einem pompejanischen Wandgemälde bzw. Thorvaldsens Relief „Kærlighedens Aldre“ |
| Material        | Sandstein |
| Maße            | Höhe 208 cm, Mündungsdurchmesser 155 cm, Plinthe 95 × 95 cm                                                   |
| Entstehungsjahr | um 1831 |
| Standort        | Stuttgart, beim Kammertheaterflügel der Neuen Staatsgalerie                                                   |

Die über zwei Meter hohe Liebesvase ist eine Ziervase, d. h. eine Vase, die mehr repräsentativen als praktischen Zwecken dient. Bisweilen bezeichnet man solche Vasen wegen der reichen Ausschmückung auch als Prunkvasen oder wegen ihrer Größe als Kolossal- oder Monumentalvasen.
Die äußere Form und Ausstattung der Vase entlehnte Distelbarth von der berühmten Medici-Vase (Abbildung). Für den Bildfries benutzte er nach seiner eigenen Aussage als Vorlage ein pompejanisches Wandgemälde. Wegen der Ähnlichkeit mit einem Werk Thorvaldsens wird dieses jedoch einhellig als Vorlage angesehen (siehe Ikonographie).
Relief. Der Bildfries des Reliefs stellt eine Allegorie der vier Liebesalter dar (Kindesalter, Jugendalter, Mannes- und Greisenalter). Das Hauptbild zeigt eine Amorettenverteilerin, die aus einem vergitterten Käfig die geflügelten kleinen Amoretten an die Leute verschenkt. Sie wird umringt von zwei Männern, fünf Frauen bzw. Mädchen und einem Kind, die je nach Alter neugierig, zögernd, begierig, gleichgültig oder auch genervt auf die Vergabe der Putten reagieren.
Vase. Dem Typ nach ist die Vase, die eine antike Form nachahmt, ein Krater, ein Gefäß, das in der Antike zum Mischen von Wasser und Wein verwendet wurde und daher, vergleichbar unseren heutigen Bowlegefäßen, eine weite Öffnung haben musste. Die Vase ist ein Kelchkrater, d. h. eine Vase mit Bauch, aber ohne Hals, und die Henkel setzen unten am Korb des Gefäßes an (bei anderen Krateren an der Schulter, oder wenn diese wie beim Glockenkrater fehlt, kurz unter der Öffnung).
Die Kelchwandung des Kraters ziert ein Flachrelief. Sie mündet in einer mit Weingirlanden verzierten Hohlkehle und einer vorgeschwungenen Lippe, die von einer Eierstab- und einer Perlstableiste gesäumt wird. Der Kelch setzt auf dem schalenförmigen, vorspringenden Korb auf, dessen Boden mit Akanthusblättern und Blütenornamenten verziert ist und je zwei bärtige, reichgelockte Satyrmasken trägt, auf deren Köpfen ursprünglich die jetzt abgebrochenen Querhenkel ansetzten. Die Vase ruht auf einem Ständer mit einem kannelierten, unteren Kegelfuß, der durch einen vorspringenden Ring von dem ausschwingenden, glatten Oberteil getrennt ist. Zwischen Ständer und Korb legt sich ein eingezogener Ring mit einem breiten Blattüberfall und einer Eierstableiste. Der Ständer steht auf einer quadratischen Plinthe.

## Standort
|  |  |

In Stuttgart, an der Ostseite der „Kulturmeile“, zwischen dem Kammertheaterflügel der Neuen Staatsgalerie und dem Haus der Geschichte liegt ein rechteckiger, leicht ansteigender Platz. Der Platz wird von der Eugenstraße durchschnitten, die in die Konrad-Adenauer-Straße einmündet. Parallel zu dieser verläuft ein Weg, der die Neue Staatsgalerie mit dem Haus der Geschichte verbindet. Die Kreuzung der beiden Straßen zerschneidet den Platz in vier Quadranten. Die zwei zur Straße hin gelegenen Quadranten werden von Wasserbecken mit je 10 springenden Fontänen ausgefüllt. Die hinteren Quadranten sind mit Rasen bewachsen und in ihrem Mittelpunkt ist je ein Kunstwerk aufgestellt, zum Kammertheater hin die Liebesvase und beim Haus der Geschichte die Skulptur „Points of View“ von Tony Cragg.

## Komposition
Die Komposition des Reliefs gliedert sich in sieben Bildfelder, die von rechts nach links aufeinander folgen und hier von 1 bis 7 durchnummeriert werden. In den Bildfeldern sind folgende Figuren enthalten:
1. die Amorettenverteilerin
2. die Unschuldige
3. die Sehnsüchtige
4. die Verliebte
5. die Ehefrau
6. der Ehemann
7. der Greis

## Beschreibung
| Bildfeld | Bildausschnitt | Beschreibung |
| -------- | -------------- | --- |
| 1        |                | Die Amorettenverteilerin. Auf einem Felsen sitzt eine junge, antik gewandete Frau und verteilt freigebig geflügelte Amoretten unter die umstehenden Männer, Frauen und Mädchen. Mit einem Arm hält sie einen nackten Putto am Flügelchen und offeriert ihn der Sehnsüchtigen, die ihre Arme erwartungsvoll ausbreitet, um das Liebesgötterchen an ihr Herz zu drücken. Andere Putten sind schon ans Ziel gelangt, wo das Geschenk je nach Alter freudig oder missmutig aufgenommen wird, ein Putto ist bereits wieder auf dem Rückflug zu seiner Gebieterin, und im runden Käfig hinter der Erotenverteilerin tummeln sich fünf nackte, eingesperrte Kerlchen, die auf ihre Befreiung warten. Ihre Herrin breitet den linken Arm schützend über sie, damit die quirligen kleinen Insassen nicht vorzeitig entrinnen können. Der Puttenkäfig, der Bub und das Mädchen. Einer der gefangenen kleinen Kerle hält sich mit den Händchen an den Gitterstäben fest und drückt sein neugieriges Köpfchen durch die Stäbe hindurch, um das Treiben seiner Herrin zu beäugen. Zwei andere Putten knien am Boden und eine sitzt daneben. Alle drei schauen verwundert nach rechts auf einen kleinen Buben, der die verhüllende Decke vom Käfig wegzieht, um einen verbotenen Blick auf die kleinen Freudenspender zu erhaschen. Ein heranwachsendes Mädchen hält den Jungen beim Arm, und kost, verlockt vom Geheimnis der Liebe, mit der anderen Hand das Gesicht eines Putto, der vorwitzig aus dem Käfig herauslugt. |

| Bildfeld | Bildausschnitt | Beschreibung |
| -------- | -------------- | --- |
| 2        |                | Die Unschuldige. Vor der Amorettenverteilerin kniet ein junges Mädchen. Unschuldige Nacktheit enthüllt die zarte Gestalt einer heranwachsenden jungen Frau, nur die Beine bedeckt ein faltenreiches Gewand. Sie wendet den Blick zu der Sehnsüchtigen, die hinter ihr steht, und umfängt mit den Armen einen geflügelten Putto, der ein Ärmchen hochreckt, um die Aufmerksamkeit seiner Freundin zu erhaschen. Das Mädchen scheint noch unsicher, was es mit dem nackten Kerlchen anfangen soll, vielleicht sucht sein Blick Hilfe bei der Sehnsüchtigen, die ganz selbstverständlich ihren eigenen kleinen Freund mit offenen Armen empfängt. |
| 3        |                | Die Sehnsüchtige. Die junge Frau, in der Blüte ihrer Jugend, ist mit einem bodenlangen, faltenreichen Gewand bekleidet, das nur Arme, Hals und Füße frei lässt. Es liegt eng am Körper an und betont, als wäre es durchsichtig, die weiblichen Wohlgestaltheit der Trägerin. Das Oberteil des Kleides flattert hinter ihr her und unterstreicht die entgegengesetzte, vorwärtseilende Bewegung der Frau. Sie streckt die Arme sehnsüchtig zu der Amorette hin, die die Erotenverteilerin ihr hinhält und am Flügelchen zappeln lässt. |
| 4        |                | Die Verliebte. Die junge Frau kehrt der Amorettenverteilerin den Rücken zu. Sie ist ähnlich gewandet wie die Sehnsüchtige, ihr Kleid strahlt aber nicht die flatternde Unruhe aus wie bei dieser, sondern spiegelt die Ruhe einer in sich gekehrten Frau. Sie hält ihr geliebtes Flügelgottchen zärtlich im Arm und presst ihm, als wäre es ihr Liebhaber, einen vertrauten Kuss auf sein Mündchen. |
| 5        |                | Die Ehefrau. Eine (vielleicht schwangere) Frau in den mittleren Jahren entfernt sich, ohne einen Blick zurückzuwerfen, von dem Schauplatz der Amorinenverteilung. Sie rafft einen Zipfel ihres körperlangen Gewands mit dem verhüllten rechten Arm zur Brust. Das um Brust und Taille hochgeschürzte Kleid liegt nur locker an, und der reiche Faltenwurf lässt kaum die Körperformen erahnen, die Gunst des anderen Geschlechts scheint der Frau gleichgültig geworden. Erschöpft von der Liebe und den Mühen der Schwangerschaften, schleppt sie ihren Putto achtlos am Flügelchen hinter sich her. Der kleine Liebesgott verschränkt seine Ärmchen, als wollte er, ein Echo auf die Lieblosigkeit seiner Gebieterin, auch sich vor ihr verschließen. |
| 6        |                | Der Ehemann. Auf einem niedrigen Steinblock sitzt in gedrungener Haltung ein Mann „in den besten Mannesjahren“. Die überkreuzten nackten Beine streckt er zu seiner Ehefrau hin aus, und den halbnackten Oberkörper nach vorn vorgebeugt, stützt er mit einem Arm sein müdes, locken- und bartumkränztes Haupt. Ein nackter, geflügelter Putto sitzt ihm „im Nacken“ und blickt erwartungsvoll zur Ehefrau hin. Der Liebe überdrüssig, lastet auf dem Mann die Verantwortung des Familienvaters, und die Erschöpfung drückt ihm die schweren Lider zu. |
| 7        |                | Der Greis. Ein alter Mann mit fast kahlem Kopf und einem bis auf die Brust wallenden Bart, in ein langes Gewand gehüllt, aber mit nackter rechter Schulter und bloßen Füßen, stützt sich einem Pilger gleich auf einen langen Stab, der ihm den beschwerlichen Gang erleichtern soll. Mit vorgebeugtem Oberkörper und weit vorgestrecktem Arm versucht er, noch ein letztes Mal in seinem Leben, ein vor ihm davonfliegendes Liebesgöttlein zu erhaschen. Aber der kleine Bengel ist zu schnell für den Alten, der sich mit schönen Erinnerungen anstelle der erhofften Liebesfreuden bescheiden muss. |

## Geschichte

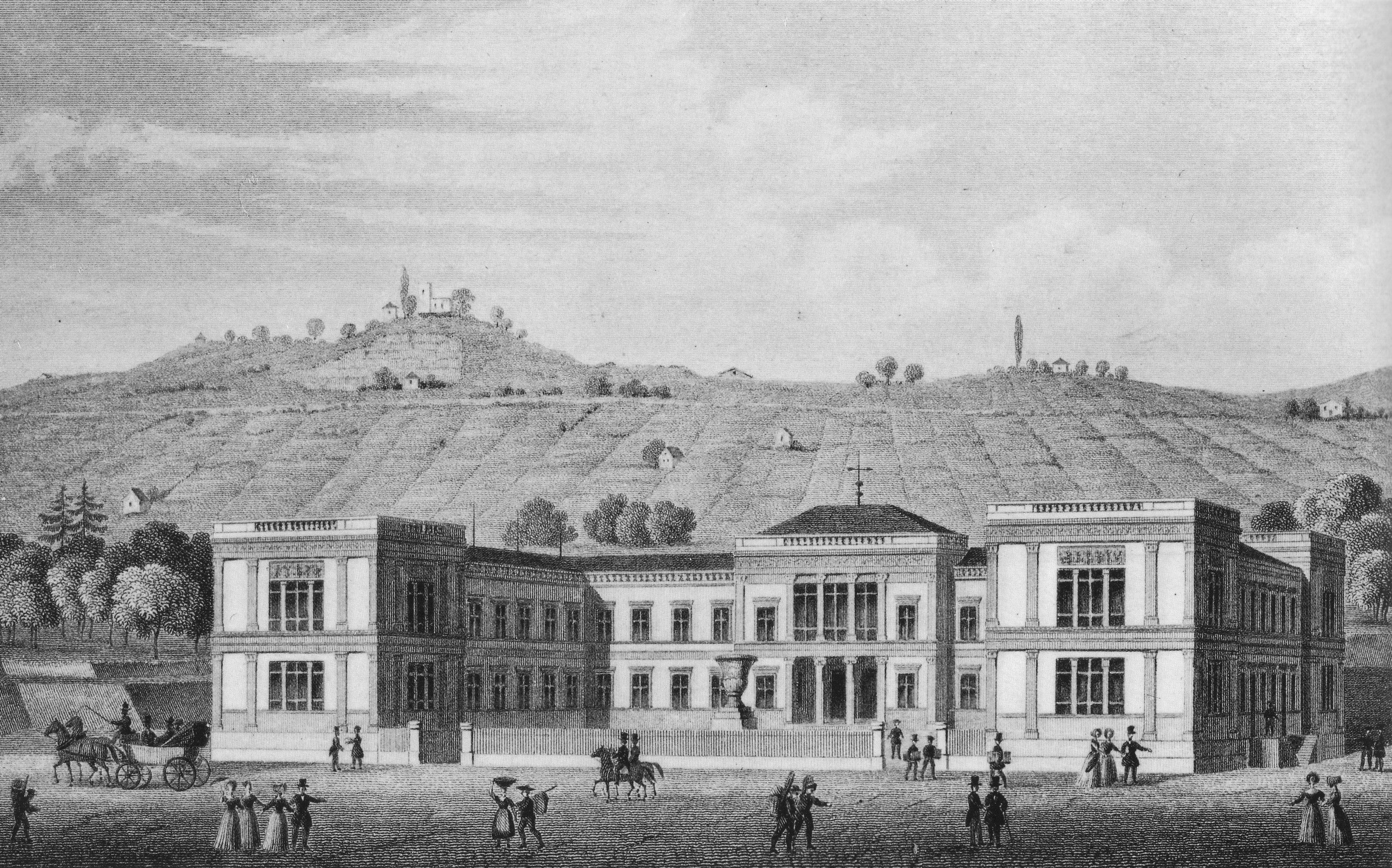
1842–1884: Liebesvase im Ehrenhof des Museums der Bildenden Künste

Distelbarth scheint die Vase ohne speziellen Auftrag geschaffen zu haben. Für den Bildfries erstellte er ein Modell, nach dem der polnische Bildhauer Karol Ceptowski (1801–1847) das Flachrelief der Vase ausführte (siehe Ceptowski 1992, S. 155, 168, 172). Nach ihrer Fertigstellung (um 1831) stand die Vase in Distelbarths Werkstatt, bis sie der Chemiker und Industrielle Karl von Reichenbach für seine Frau Friederike Louise geb. Erhard kaufte. Nach deren Tod 1835 schenkte er die Vase, die Distelbarth als Brunnenvase vorgesehen hatte, der Stadt Stuttgart, die sie 1842 im Ehrenhof des Museums der bildenden Künste (heute Alte Staatsgalerie) als „Denkmal“ aufstellen ließ. 1889 wurde sie durch das Reiterstandbild Wilhelms I. ersetzt und in das Zentrum einer kleinen Anlage neben dem Museum der bildenden Künste verfrachtet. 1958 musste sie einem Interims-Kulissenbau für das Staatstheater weichen und wurde dann 1984, nach dem Bau der Neuen Staatsgalerie, wieder aus der Versenkung geholt und an ihrem heutigen Standort neben dem Kammertheater aufgestellt.
Die Plinthe, der untere Teil des Fußes, Teile des Reliefs und die Vasenmündung sind durch Verwitterung stark ramponiert, und die Henkel sind abgebrochen. Die Vase muss dringend restauriert und konserviert werden, um sie vor weiterem Verfall zu bewahren.

## Ikonographie
| - Bild 1: Die Amorettenhändlerin, Fresko aus der Villa Arianna in Stabiae | - Bild 2: Kærlighedens Aldre (Liebesalter), Relief von Bertel Thorvaldsen (1824) |

Relief. Im 18. Jahrhundert wurden bei den Ausgrabungen in Pompeji und Umgebung viele farbige Fresken gefunden, darunter auch Wandgemälde mit dem Motiv des Amorettenverkaufs, zum Beispiel das Fresko „Die Amorettenhändlerin“ (Bild 1), das 1759 in Stabiae entdeckt wurde.
Der dänische Bildhauer Bertel Thorvaldsen schuf 1824 den vielbeachteten Bildfries „Kærlighedens Aldre“ (Der Liebe Alter oder Allegorie der Liebesalter, Bild 2), in dem er das Motiv des Amorettenverkaufs aufgriff und abwandelte.
Aus der geschäftstüchtigen Amorverkäuferin ist eine freigebige, die Liebesfreuden verschenkende Wohltäterin geworden, die ihre Gaben an die verschiedenen Lebensalter verteilt, die allegorisch die „Phasen der Neugier, Sehnsucht und Erfüllung, aber auch die der Verantwortung, des Überdrusses und der Entsagung“ darstellen. Der Bildfries wurde hauptsächlich in der Reliefausführung bekannt, aber auch auf einer Medici-Vase realisiert. Zur Entstehungsgeschichte berichtete Thorvaldsens Biograph Just Matthias Thiele 1856: „Das bekannte herkulanensische Gemälde, die Amorverkäuferin, hatte ihm das erste Motiv gegeben; er wollte nun den Gedanken weiter ausführen.“
Distelbarth, der seine Vase etwa sieben Jahre nach Thorvaldsen schuf, äußerte 1835 gegenüber dem Stuttgarter Stadtdirektor von Klett, er habe den Bildfries seiner Vase „nach einem in Pompeji gefundenen Gemälde: eine Amorinen-Händlerin, den Verkauf von Amorinen und die Wirkung derselben auf die Menschen nach ihren verschiedenen Lebensaltern darstellend, bearbeitet.“
Es ist anzunehmen, dass Distelbarth und Thorvaldsen nach der gleichen pompejanischen Vorlage arbeiteten. Die Bildfriese der beiden Künstler stimmen im Aufbau und in den Figuren weitgehend überein, außer dass die Figuren 2 und 3 in Distelbarths Komposition bei Thorvaldsen zu einer einzigen zusammengefasst sind und dass die Amorettenverteilerin bei Thorvaldsen als geflügelte Psyche dargestellt ist.

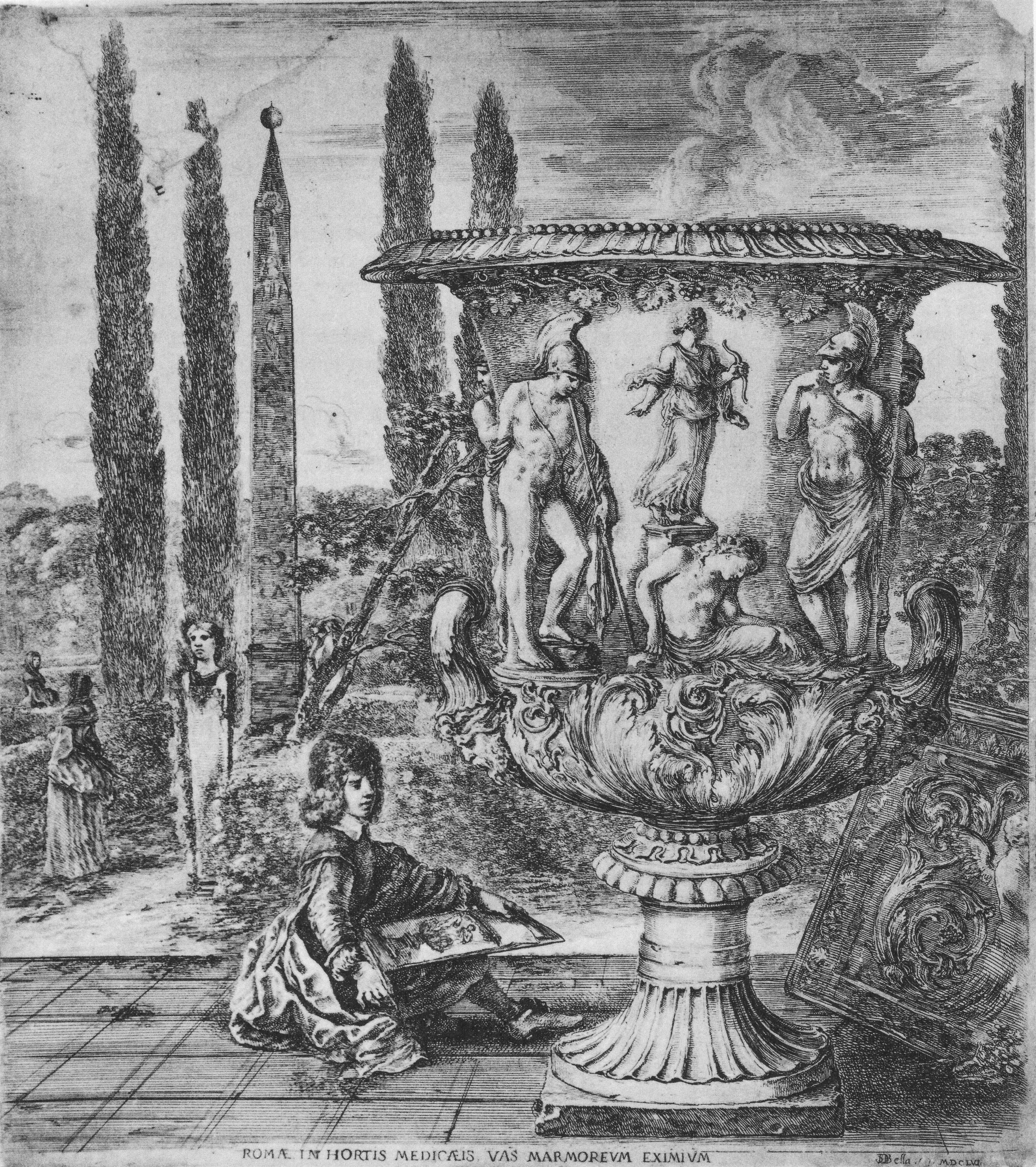
Bild 3: Medici-Vase, römische Ziervase in Marmor (1. Jh. v. Chr.), nach einem Kupferstich von Stefano della Bella (1656)
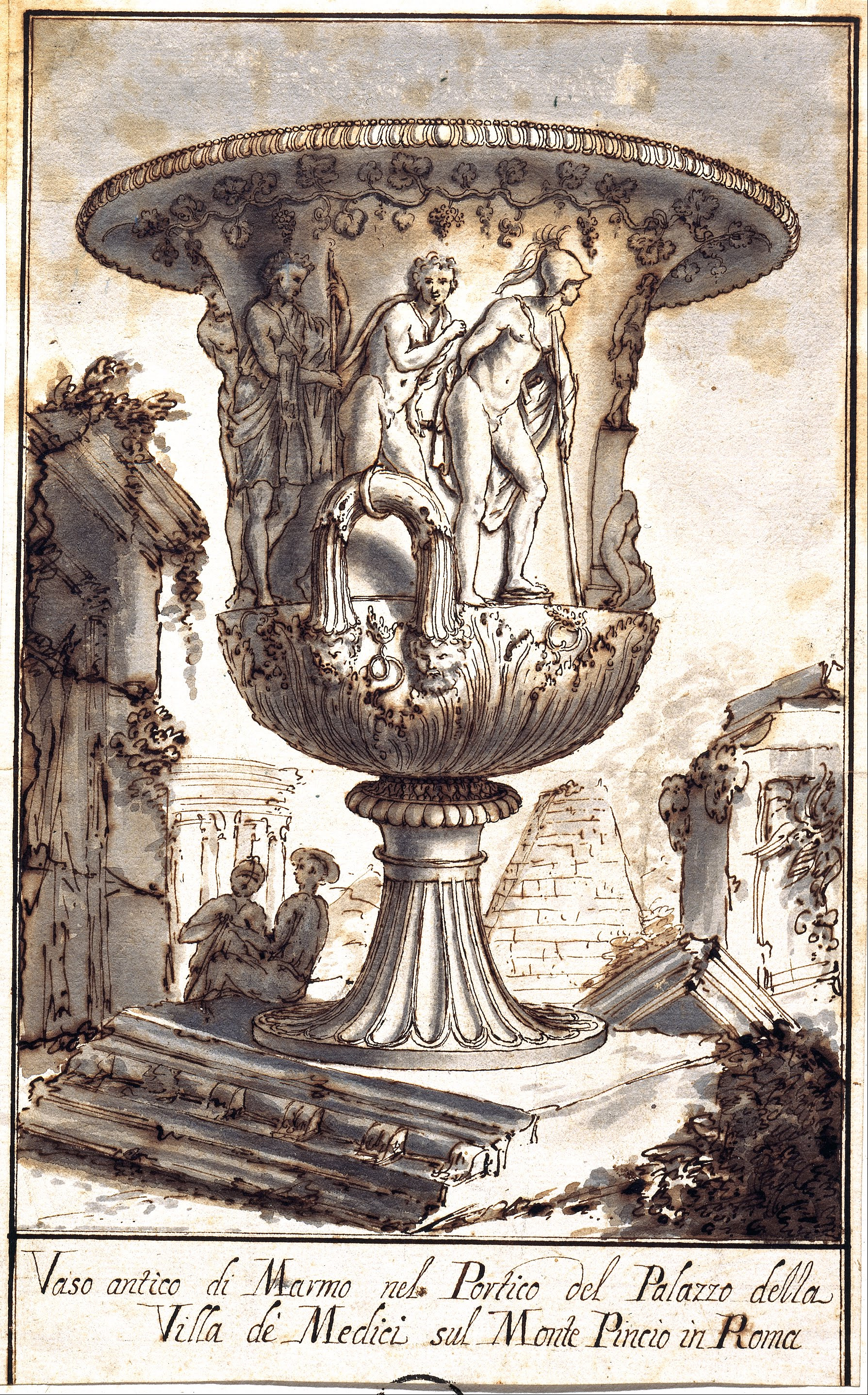
Bild 4: Medici-Vase, Tuschzeichnung von Pier Leone Ghezzi (1725)
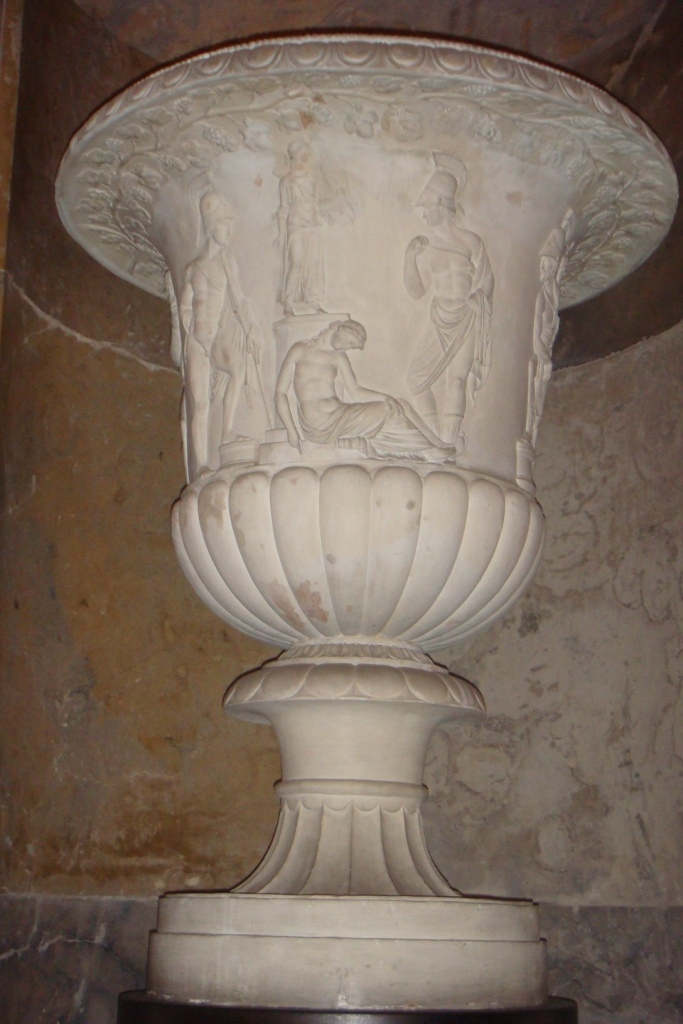
Bild 5: Medici-Vase (1816) von Nikolaus Friedrich von Thouret, Ludwigsburg, Residenzschloss, Marmorsaal

Vase. Die äußere Form und Ausstattung der Vase entlehnte Distelbarth von der berühmten römischen Medici-Vase aus dem 1. Jahrhundert vor Christus, die im 16. Jahrhundert entdeckt (Bild 3) und dann in den verschiedensten Materialien und unter vielfältigen Abwandlungen immer wieder nachgebildet wurde (Bild 4). Selbst heute noch findet man im Handel große Garten-Ziervasen à la Medici oder kleine Zimmervasen, oft bis zur Unkenntlichkeit verballhornt. Distelbarth konnte sich bei seinem Entwurf an Kupferstichen orientieren, aber auch Nachbildungen der Vase in Stuttgart und Ludwigsburg in Augenschein nehmen. Bei den vier identischen Medici-Vasen seines Stuttgarter Kollegen und Hofarchitekten Nikolaus Friedrich von Thouret, die heute im Marmorsaal des Ludwigsburger Residenzschlosses stehen (Bild 5), fehlen allerdings die Henkel, und die reiche Verzierung des Korbes wurde durch einen einfachen Blattzungenkranz ersetzt. Distelbarth hingegen hielt sich ziemlich genau an die antike Vorlage. Seine Vase ist jedoch etwas größer (Höhe 203 cm) als das Original (Höhe 173 cm).

## Rezeption
Distelbarths Liebesvase fand keine große öffentliche Beachtung, vielleicht deswegen, weil man sie als eine Epigonenarbeit betrachtete, vielleicht auch, weil es viel mehr Mühe kostet, einen zyklischen Bildfries anzuschauen als ein flaches Relief. Immerhin fand die Liebesvase kurz nach ihrer Entstehung im Kunstblatt vom 26. September 1833, einer Beilage des Morgenblatts für gebildete Stände, lobende Erwähnung: „In des Hofbildhauers Distelbarth Atelier sahen wir eine »cołossale Vase«, der bekannten antiken medizeischen […] nachgebildet und […] auf’s sorgsamste, geschmackvollste ausgeführt. Sie müsste das Bassin eines Parks erwünscht zieren.“ (zitiert bei: Wiemann 1993, S. 388.)